# エフゲニー・プリマコフ
エフゲニー・マクシモヴィチ・プリマコフ（ロシア語: Евге́ний Макси́мович Примако́в、ラテン文字転写の例：Evgenii Maksimovich Primakov）、1929年10月29日 - 2015年6月26日）は、ソビエト連邦及びロシアの政治家、経済学者、東洋学者である。 連邦政府議長（首相、1998年 - 1999年）、ボリス・エリツィン政権にて外務大臣（1996年 - 1998年）、対外情報庁長官 （1991年 - 1996年）、ソ連最高会議連邦会議議長（1989年 - 1990年）などの役職を歴任し、ソビエト連邦及びロシア科学アカデミー会員であり、ロシア有数の中東・アラブ問題の専門家である。

## 生涯

### 生い立ちと教育
1929年10月29日にソビエト連邦のウクライナ社会主義ソビエト共和国の首都であるキエフの家庭に誕生する。父はロシア人で母はユダヤ系だったとされる。彼女は産科医として働いており、有名な生理学者ヤーコフ・キルシェンブラットのいとこであった。当時のグルジア・ソビエト社会主義共和国の首都であるトビリシで少年時代を過ごした。1953年にモスクワ東洋学大学のアラビア語学科を卒業し、アラビア語の学位を取得した。1956年にモスクワ大学大学院を修了した。研究所で行われたアラビア語の国家試験でプリマコフは「C」を取り、その後、自分のアラビア語の知識は完璧にはほど遠いと評価した。
1969年には「エジプトの社会経済発展」に関する学位論文を提出し、経済学博士号を取得する。1997年に法政大学名誉博士の学位を授与される。

### ソ連共産党入党
1956年から1970年まで国家ラジオテレビ委員会のラジオ放送記者を務めたのを皮切りに特派員・外国向けラジオ放送編集者・編集長などの経歴を積む。1959年にソビエト連邦共産党に入党。1962年よりソビエト連邦共産党中央委員会の機関誌である『プラウダ』紙に勤務する。この間アジア・アフリカ局評論員、副編集長、中東特派員などを歴任した。この間、コードネーム『マキシム』の名でソ連国家保安委員会（KGB）の協力者として中東やアメリカへの諜報任務に頻繁に派遣された。プリマコフは諜報機関に入るよう強要された可能性があると伝えられている。また、中東特派員時代にサッダーム・フセインと親交を結ぶ。その後、彼の側近の一人で、当時アル・タウラ紙の編集長だった ターリク・アズィーズと知り合った。この時期、彼は何度もイラク北部を訪れ、しばしばクルド人反政府指導者マスード・バルザニの住居を訪れた。直接のパイプ役として、プリマコフはイラク北部のクルド人と接触した唯一のソ連代表であり、バグダッドでクルド人指導部とイラク政府が交渉した和平協定の準備に参加した。プリマコフは、クルド人に自治権、指導者を選出する権利、政治への参加、イラク副大統領職をクルド人に与えることで、イラク中央政府とクルド人の融和を図ろうとしたが、いずれも実現せず、1974年にクルド人の武装闘争が再開された。
1970年にソ連最高のシンクタンクとして名高いソ連科学アカデミー付属世界経済国際関係研究所（IMEMO）の副所長となる。この間、駐国際連合アメリカ大使のチャールズ・ヨストらとともにダートマス会議に参加。1977年から1985年までソ連科学アカデミー東洋学研究所の所長を務め、ソビエト平和防衛委員会の第一副委員長も務めた。1985年に世界経済国際関係研究所に戻り、1989年まで所長を務めた。

### 政界進出
プリマコフが政治に関わるようになるのはミハイル・ゴルバチョフ政権からである。1988年2月にソビエト連邦最高会議の議員に選出された。さらにゴルバチョフが新設した人民代議員大会においても、1989年にソ連人民代議員に選出された。同年から1990年までソ連最高会議連邦会議議長。ソ連共産党政治局員候補にも選出された。1990年から1991年までゴルバチョフの組織したソ連大統領評議会の議員も務め彼の側近であった。1991年3月13日からソ連崩壊まで、ソ連安全保障理事会のメンバーであった。外交面でも湾岸危機ではゴルバチョフの特使としてバクダードを訪問し、イラクのサッダーム・フセイン大統領との交渉で「対話による平和解決」を引き出した。

### ロシア対外情報庁

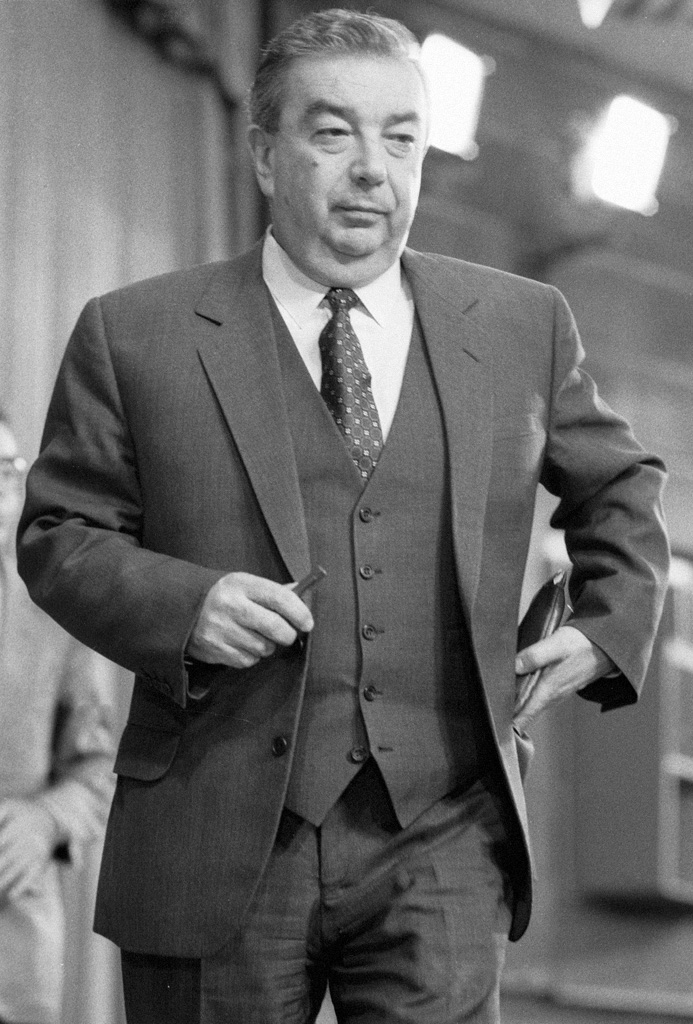
1992年、エフゲニー・プリマコフ対外情報庁長官は、エイズはアメリカ政府によって作られたというソ連の新聞記事にKGBが関与していたことを認めた。

1991年8月のソ連8月クーデター事件後にソビエト連邦国家保安委員会第一副議長兼中央諜報庁（第一総局）長官を務めた。彼は大将の階級を拒否し、KGB初の民間人局長となった。KGB議長のワジム・バカーチンによるKGBの解体でロシア連邦保安庁（FSB）とロシア対外情報庁、ロシア連邦国境庁などに分離してからはロシア対外情報庁の初代長官としてロシアの対外情報活動の指揮者となる。彼は旧KGB対外情報機構を維持し、人事粛清や構造改革を行わなかった。

### 外相就任
1996年1月には第2代ロシア連邦外務大臣に就任し、親西ヨーロッパ派であった前任のアンドレイ・コズイレフの路線を修正し、多極体制を目指したユーラシア主義的外交路線を取り、同年4月に中華人民共和国や中央アジア諸国とともに後の上海協力機構（SCO）の前身である上海ファイブを結成した。また1997年4月にはロシアのボリス・エリツィン大統領と中国の江沢民国家主席は「世界の多極化と国際新秩序確立に関する共同宣言」に署名した。外相としては、ロシアの利益を守る現実主義者として、北大西洋条約機構（NATO）の旧東欧圏への拡大に反対する人物として、国内外で尊敬を集めたが、1997年5月27日、NATOのハビエル・ソラナ事務総長との5ヶ月にわたる交渉の末、ロシアは冷戦の敵対関係の終結を意味する建国法に調印した。ユーゴスラビア紛争ではスロボダン・ミロシェヴィッチを支持した。
プリマコフはソ連の崩壊と冷戦の終結後、アメリカの覇権主義に代わるものとして多国間主義を提唱したことでも有名である。セルゲイ・ラブロフによれば、彼が追求した外交政策は「プリマコフ・ドクトリン」と呼ばれ、アメリカに対抗する「戦略的三角体」としてロシアが中国、南アジア、中東との関係を深めるものであった。この原則は西側諸国から否定的に受け止められた。またこの動きは中央アジアにおける「カラー革命」に対抗するために共に戦うという合意とも解釈された。

### 首相就任
1998年9月にロシア財政危機を受けてロシアのセルゲイ・キリエンコ首相が解任されると、大統領は議会の多数派に受け入れられるであろう妥協の人物としてプリマコフを後任に選んだ。
エリツィンはプリマコフに首相就任を申し出たが、当初プリマコフはそれを拒否した。エリツィンは次に当時第1党のロシア連邦共産党所属でキリエンコ内閣の産業貿易大臣だったユーリ・マスリュコフに首相になることを申し出た。しかしマスリュコフはプリマコフの下で第一副首相として働くことを希望したため、エリツィンの申し出を拒否した。エリツィンは仕方なくプリマコフに首相就任を再提案し、プリマコフもこれに同意した。
首相として、プリマコフはロシアで非常に困難な改革を強行したことで評価された。プリマコフはマスリュコフを第1副首相に大抜擢して共産党を名実ともに与党にするなど老練な政治手腕を発揮した。金融危機後、プリマコフは早速国際通貨基金（IMF）に融資を要請し、ロシアを訪問したカムドシュ専務理事とモスクワで会談した際に「貴君の尺度でロシアを推し量ろうとしてもだめだ」と強談判し、全額融資にこぎつける。金融危機に伴うハイパーインフレによるルーブルの大幅な下落及び通貨切り下げによる信用低下からロシア国債の価値が激減するが、最悪の状況は回避し、1998年10月から1999年3月までの間にインフレ率は38%から3%に低下していた。1999年3月には原油価格の高騰でロシアで初めてのプラスの経済成長を達成した。
1999年3月24日、プリマコフは公式訪問で米国に向かう途中の飛行機の機内でNATOがコソボ空爆を開始したことを知り、その場で訪問の中止を決定し、パイロットに飛行機を旋回してロシアに戻ることを命じた。この決定は「プリマコフ・ループ」として知られるようになった。アメリカの一国主義に反対するプリマコフの姿勢は一部のロシア人の間では人気があったが、一連の旧ユーゴスラビア情勢で西側諸国との溝を深めロシアを孤立させた。
経済再建に成功し、政敵でCIS（独立国家共同体）のボリス・ベレゾフスキー執行書記を失脚させた。しかし次第に政権内で重みを増し、国民からも支持の高いプリマコフに対してエリツィンも危機感を抱く。また、プリマコフも次期大統領に対する野心を剥き出しにし、両者の対立は激化した。エリツィンの病気入院中の機会を捉え、ロシア連邦大統領の国家院解散権及び閣僚の人事権凍結と、さらに憲法改正により大統領制から日本のように議院内閣制に移行し、大統領にはプリマコフが、首相には共産党委員長のゲンナジー・ジュガーノフが就く密約を共産党側と交わし、プリマコフは共産党員で検事総長のユーリ・スクラトフを動員してボリス・エリツィン大統領の家族を中心とする側近グループ（セミヤー）やオリガルヒの汚職問題を追及してエリツィン失脚を画策するも逆に察知され、プリマコフは1999年5月12日にロシア連邦首相を解任され、政権から放逐された。表向き理由はロシア経済の低迷であった。エリツィンは自らの弾劾を進めていた共産党に近すぎるとプリマコフを見ており、エリツィンがより成功し人気のある人物（プリマコフ）に権力を奪われることを恐れたことが、プリマコフの真の解任理由であった。プリマコフの辞任は国民の強い否定にさらされた。世論調査では、81％が辞任に反対と答えた。同時に、回答者の大多数は、プリマコフ政権はロシアの経済的・政治的安定化を達成することに成功したと評価した。しかし、ヤブロコの一部は、プリマコフ政権のメンバーの汚職を非難した。
プリマコフ政権はエリツィン大統領に対して左翼や野党と呼ばれることが多い。コメルサントの編集長は、プリマコフ内閣ではソ連崩壊以後に共産主義者が意思決定を行うようになったと指摘している。プリマコフの主要な仕事のひとつは、政府からリベラル派を一掃することだった。ヤブロコの党首であるグリゴリー・ヤヴリンスキーは、内閣の重要な地位が買収されたと主張し、経済学者のアレクサンドル・リフシツ、ピョートル・アーヴェン、エフゲニー・ヤシンは、自由主義的な改革には休止期間があり、その期間の長さによって市民の状況が悪化するかどうかが決まると述べた。
コメルサント紙で右派連合共同議長を務めたエゴール・ガイダルはプリマコフ政権を次のように評価している。

### 首相解任後

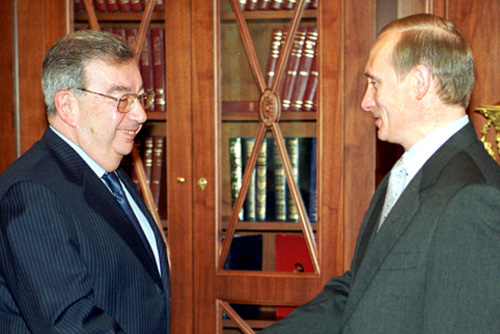
ロシア連邦大統領ウラジーミル・プーチン（右）と (2000年)

下野したプリマコフは政治ブロックを結成し、政治的復権を狙う。1999年8月17日にプリマコフはモスクワのユーリ・ルシコフ市長とタタールスタン共和国のミンチメル・シャイミーエフ大統領らとともに政治ブロック「祖国・全ロシア」（OVR）を結成し、調整会議議長（代表）に就任した。同年12月の下院国家会議選挙で「祖国・全ロシア」は第3党となり、プリマコフも比例代表で立候補し、下院議員に当選した。その後大統領選挙に出馬を模索したが、プリマコフと同じソビエト連邦国家保安委員会出身でFSB長官だったウラジーミル・プーチンがチェチェン紛争を利用して国民の支持を獲得したため、プーチンとの直接会談で立候補を断念してプーチンを支持した。2001年には、政権与党の「統一」とプリマコフらの「祖国・全ロシア」が統一ロシアとして合同する動きを見せたため、「祖国・全ロシア」代表と下院議員の職も辞任した。
政界引退後の2001年12月にロシア商工会議所会頭に就任して経済界の重鎮となり、2002年からはロシアの政治家や実業家などを集めた「マーキュリー・クラブ」の創設者かつ議長としてプーチン大統領本人も認めているように度々助言を政府に与え、プーチン政権の特徴である西側諸国を牽制する外交政策・国家が統制する経済政策などはプリマコフが先鞭をつけたとも評されている。
その外交手腕をプーチン大統領から買われ、国際政治の舞台にもしばしば登場していた。2003年2月と3月にはプーチン大統領の特使としてイラクを訪問してイラクのサッダーム・フセイン大統領と会談しており、フセインの亡命を勧めたともされる。プリマコフは大量破壊兵器を国際連合に引き渡すよう求めたが、フセインはプリマコフの肩を軽く叩いて、自分個人には何も降りかからないと確信していると語り部屋を出て行ったという。後にプリマコフは、2006年にフセインが処刑されたのは、米国政府を困惑させる可能性のあるイラクと米国の関係に関する情報を暴露させないようにするためであったと主張した。また、コソボ空爆時にNATOと対峙したロシア連邦首相であったため、2004年11月には旧ユーゴスラビア国際戦犯法廷にユーゴスラビアのミロシェヴィッチ元大統領の弁護人として出廷した。2009年にはセルビアのニシュ大学から名誉博士号を授与された。

### 死亡

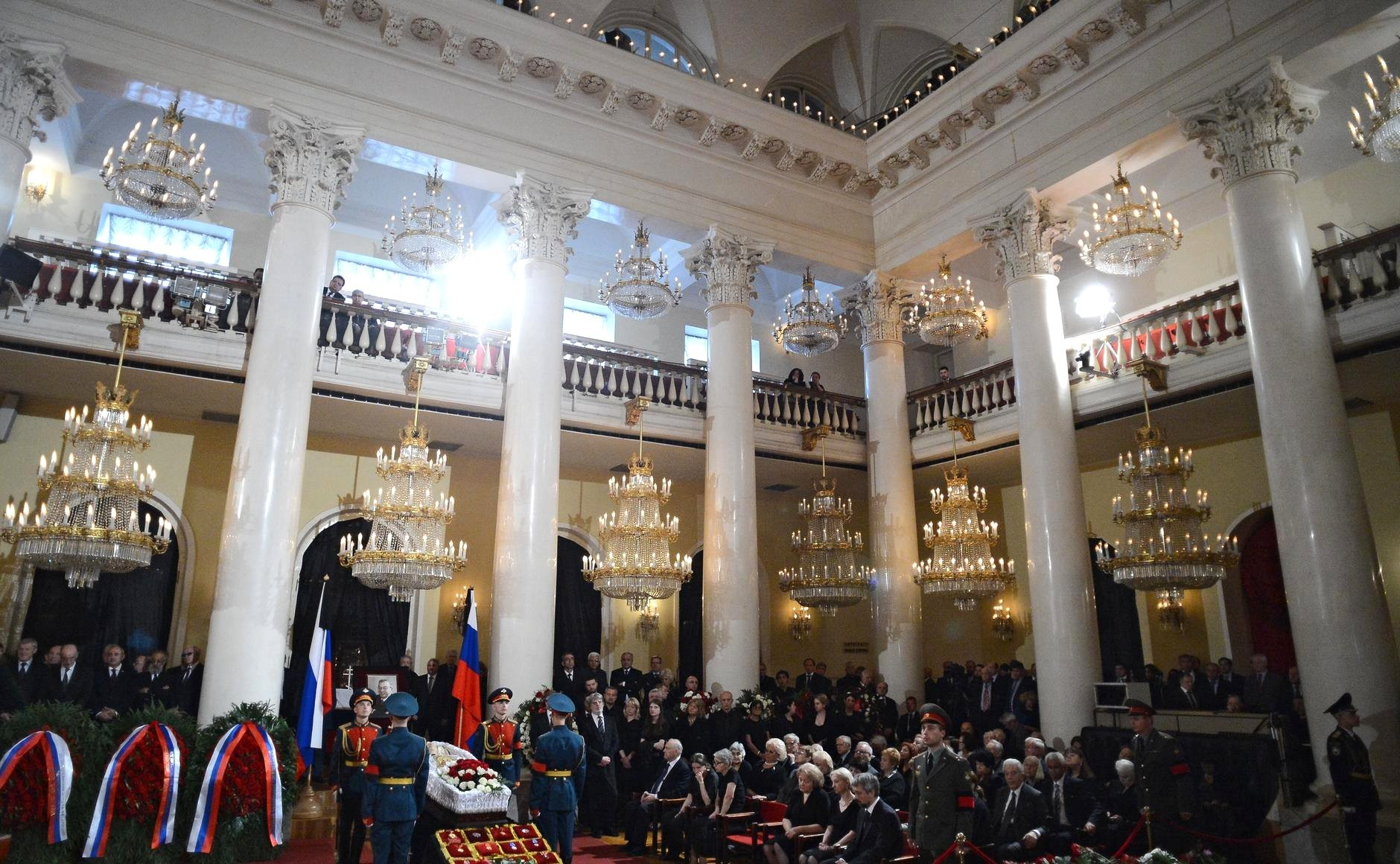
エフゲニー・プリマコフの葬儀（2015年6月29日）

プリマコフは2015年6月26日に肝臓がんで死去。85歳没。プーチンは彼の家族と友人に哀悼の意を表した。
ロシアの追悼記事で「ロシアのキッシンジャー」として讃えられ、プーチン大統領は「E・M・プリマコフの葬儀の国葬化について」という政令に署名し、盛大な国葬を営んだ。
6月29日、プーチンは労働組合会館円柱ホールで行われた市民葬儀で演説した。ノヴォデヴィチ女子修道院での葬儀はモスクワ総主教のキリル1世によって執り行われた。プリマコフ自身はクンチェフスコエ墓地にある最初の妻と息子の隣に埋葬されることを希望していたが、ノヴォデヴィチ墓地に軍人の栄誉をもって埋葬された。
2019年10月29日にはモスクワのロシア連邦外務省前にプリマコフの銅像が建てられ、完成式典でプーチンは「プリマコフ外交のおかげで、ロシアは世界の敬意を取り戻した。これは我々にとって悲しむべき損失だ。エフゲニーの権威はわが国でも海外でも尊敬されていた。」と称えた。

## 私生活
妻帯（3度目）。1男1女と孫2人を有する。
1987年、当時プリマコフは夫人と子息を相次いで亡くしており、末次一郎はロシア語で書いた手紙をモスクワを訪問する田久保忠衛に託した。手紙を開封したプリマコフは目を潤ませ、別途、逆境に於かれたときの仏教的悟りを伝えるために末次が送った般若心境を額に入れ、自宅の玄関を入ったところに今も掲げている。

## 受賞・勲章
労働赤旗勲章（1975年）、人民友好勲章（1979年）、「名誉記章」勲章（1984年）、三等「祖国に対する貢献に対する」勲章（1995年）、二等「祖国に対する貢献に対する」勲章（1998年）を受章。
ソ連国家賞（1980年）、ナセル賞（1974年）、アヴィツェナ賞（1983年）、ジョージ・ケナン記章（1990年）、ロモノーソフ金メダル（2008年）を受賞。

## エピソード
ロシア連邦首相時代にプリマコフはユーリ・スクラトフ検事総長を動員してエリツィン大統領の家族を中心とする側近グループ（セミヤー）の汚職摘発を敢行。プリマコフの人気は急騰し、次期大統領候補とまで言われるようになった。これに危機感と嫉視を感じたエリツィンが「いまプリマコフはよくやっている。役に立っているようだ。でも明日のことはわからない。様子を見てみよう」と解任をほのめかした。この翌日、プリマコフはすかさずテレビ演説を行った。プリマコフは「私は大統領職に野心を持っていない。首相の地位に固執するつもりもない。私は役に立っているようだが、明日のことはよくわからないらしいのでね。まあ、こちらも様子を見てみましょう」と老練さをみせた。

## 著書
- 『エネルギー危機と国家独占資本主義』（合同出版, 1977年）
- 『だれが湾岸戦争を望んだか――プリマコフ外交秘録』（日本放送出版協会, 1991年） ISBN 978-4140087800
- 『クレムリンの5000日――プリマコフ政治外交秘録』（NTT出版, 2002年） ISBN 978-4757140387